# Гессен-Нассау (провінція)
Гессен-Нассау (нім. Hessen-Nassau) — провінція Пруссії (з 1871 року — частина єдиної Німеччини). Була утворена в 1868 році з частини земель, отриманих Прусського королівства внаслідок австро-прусської війни 1866 року. У 1944 році була розділена на дві нові провінції Кургессен і Нассау. Адміністративний центр — місто Кассель. Сьогодні ця територія входить до складу ФРН, основна її частина включена в землю Гессен.

## Історія

### Створення провінції
На 18 серпня 1866 року після австро-прусської війни під прусський контроль потрапили Гессен-Кассельське ландграфство (крім кількох громад), Нассауське герцогство (теж за винятком деяких частин), Вільне місто Франкфурт (крім двох громад) і баварські нижньофранконські ексклави. Крім того, Велике герцогство Гессенське (Гессен-Дармштадтське ландграфство) було змушене поступитися Пруссії територією колишнього Гессен-Гомбурзького ландграфства, а також володінням Шмалькальден і кількома іншими дрібними ділянками.

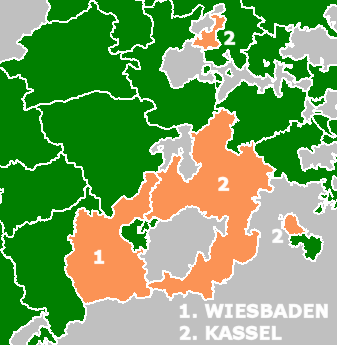
Округи в Гессен-Нассау, 1878

На придбаних територіях було утворено два адміністративних округи:
- Адміністративний округ Кассель, центр — Кассель
- Адміністративний округ Вісбаден[de], центр — Вісбаден

До округу Кассель входила колишня територія курфюрства Гессен, а також баварські ексклави. Округ Вісбаден включав території колишніх Нассау, Франкфурта і землі, отримані від Великого герцогства Гессен. У грудні 1868 року з цих округів офіційно було утворено нову прусську провінцію, що отримала назву Гессен-Нассау.

### Веймарська республіка
З 1 травня 1929 Вільна держава Вальдек за підсумками референдуму увійшла до складу Пруссії і було включено в округ Кассель провінції Гессен-Нассау.
Указом від 1 жовтня 1932 року був проведений обмін ексклавами між прусськими провінціями. Район Ветцлар був переведений з округу Кобленц Рейнської провінції до складу округу Вісбаден провінції Гессен-Нассау, а район Шаумбург — з округу Кассель провінції Гессен-Нассау до складу округу Ганновер.

### Третій рейх

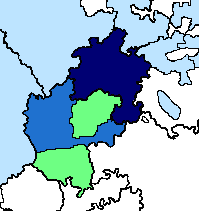
Кургессен (Пруссія)
Нассау (Пруссія)
Держава Гессен

Після приходу до влади націонал-соціалістів в 1933 році і початком політики гляйхшальтунг, провінції фактично втратили своє значення, а влада обер-президента все більше входила в конфлікт з владою гауляйтерів партійних гау. При цьому територія провінції Гессен-Нассау була поділена між Гау Кургессен (північ прусської провінції Гессен-Нассау) і Гау Гессен-Нассау (куди крім південної частини прусської провінції Гессен-Нассау входила також і територія землі Гессен). Така змішана структура нерідко призводила до тертя між різними організаціями.
Указом фюрера від 1 липня 1944 року провінція Гессен-Нассау була ліквідована. Відповідно до меж партійних гау були утворені дві самостійні провінції: Кургессен — на території округа Кассель і Нассау — на території округу Вісбаден. Одночасно райони Ханау, Гельнхаузен і Шлюхтерн, а також позарайонне місто Ханау були передані з округу Кассель до округу Вісбаден, ставши таким чином частиною провінції Нассау.
Крім того, ексклавний район Шмалькальден, що раніше входив  до округу Кассель, був переданий до округу Ерфурт, який у зв'язку з одночасною ліквідацією провінції Саксонія переходив у пряме підпорядкування Рейхсштатгальтеру в Тюрінгії.

### Післявоєнний розвиток
У 1945 році основна частина колишньої провінції Гессен-Нассау опинилася в американській зоні окупації. Західна частина округу Вісбаден перейшла під контроль французької окупаційної зони. У вересні 1945 року американська військова адміністрація проголосила нову землю Великий Гессен, в яку включила частину колишньої провінції Гессен-Нассау, що знаходилася у своїй зоні, а також розташовану на правому березі Рейну територію колишньої держави Гессен. З прийняттям нової конституції у грудні 1946 року земля отримала сучасну назву Гессен.

## Географія та економіка
За винятком більш низинних долин Майну (притоки Рейну) і Рейну (між Ганау і Рюдесгеймом) і вузької долини Везера, територія Гессен-Нассау відносилася до Середньонімецької височини, що являє собою хвилясту поверхню з численними окремими вершинами і більшими гірськими масами, між якими тягнуться долини річок: Верри, Фульди, Кінцига, Нідди, Лана. Сади, поля та виноградники займали у 1887 році 6129 км², луки та пасовища — 1812 км², ліси — 6272 км². Тут вирощували всякого роду зерновий хліб, зі стручкової рослини — особливо боби, багато тютюну, льону та овочів. Велике значення мало виноробство. Також було дуже розвинене лісівництво, рибальство і скотарство).
Кам'яне вугілля добувалося лише в Шаумбурзі, буре вугілля — всюди. Проте значно більше значення мав видобуток руд: залізної, цинкової, свинцевої, марганцової та мідної. Важливим джерелом доходів провінції також були численні цілющі джерела: Швальбах, Гомбург, Кронталь, Соден, Вісбаден, Емс, Фахінген, Зельтерс і Шлангенбад. Багато води деяких джерел, особливо Зельтерса, експортувалося до різних країн. У Дітемюлі та Нероталі, поблизу Вісбадена, в Йоганнісберзі та Нассау були водолікувальні заклади.
На території провінції було розвинене виробництво виробів із каменю, мармуру та обпаленої глини, дерев'яних виробів, фруктового вина (у долині Майна), шипучих вин (Нассау). Також були паперопрядильні, ткацькі та суконні фабрики, шкіряні заводи, фабрики паперу та гральних карт. Було розвинене відливання шрифту, приготування ювелірних, золотих та срібних виробів. Найважливішими промисловими і торговими пунктами провінції були Франкфурт-на-Майні, Кассель, Ганау, Висбаден, Фульда і Лімбург. З численних ярмарків найважливіша також розташовувалася у Франкфурті-на-Майні.
З навчальних закладів провідну роль грав заснований в 1527 Марбурзький університет. У сфері народної освіти провінція Гессен-Нассау займала серед прусських провінцій одне з перших місць.

## Населення

### Статистичні дані
Наприкінці XIX століття провінція Гессен-Нассау була найменшою за площею з усіх пруських провінцій, за кількістю жителів займала дев'яте місце, за густотою населення - четверте. У 1890 році чисельність населення становила 1,664 мільйонів осіб, з них - 70% протестантів, 27% католиків і 3% євреїв.
Територія та населення провінції Гессен-Нассау в 1900 році: 
| Адміністративний округ | Площа, км² | Населення, чол. | Кількість районів | Кількість районів |
| Адміністративний округ | Площа, км² | Населення, чол. | сільських         | міських           |
| ---------------------- | ---------- | --------------- | ----------------- | ----------------- |
| Округ Кассель          | 10.082,03  | 890.142         | 22                | 2                 |
| Округ Вісбаден         | 5.617,25   | 1.007.839       | 16                | 2                 |
| Усього за провінції    | 15.669,28  | 1.897.981       | 38                | 4                 |

Територія та населення провінції Гессен-Нассау в 1925 році:
| Адміністративний округ | Площа, Км² | Населення, чол. | Кількість районів | Кількість районів |
| Адміністративний округ | Площа, Км² | Населення, чол. | сільських         | міських           |
| ---------------------- | ---------- | --------------- | ----------------- | ----------------- |
| Округ Кассель          | 10.085     | 1.092.298       | 22                | 2                 |
| Округ Вісбаден         | 5.618      | 1.304.573       | 15                | 2                 |
| Усього за провінції    | 15.703     | 2.396.871       | 37                | 4                 |

Релігійний склад населення в 1925 році: 68,1% - протестанти; 28,1% - католики; 0,2% - інші християнські конфесії; 2,2% - євреї; 1,4% - інші конфесії.
Площа та чисельність населення провінції Гессен-Нассау та окремих її адміністративних округів станом на 17 травня 1939 року в межах на 1 січня 1941 року та кількість районів на 1 січня 1941 року: 
| Адміністративний округ | Площа, км² | Населення, чол. | Кількість районів | Кількість районів |
| Адміністративний округ | Площа, км² | Населення, чол. | сільських         | міських           |
| ---------------------- | ---------- | --------------- | ----------------- | ----------------- |
| Округ Кассель          | 10.887,01  | 1.213.686       | 21                | 4                 |
| Округ Вісбаден         | 5.958,21   | 1.461.425       | 14                | 2                 |
| Усього за провінції    | 16.845,22  | 2.675.111       | 35                | 6                 |

### Міське та сільське населення
Розподіл населення за різними типами населених пунктів залежно від їх величини за загальною кількістю жителів, згідно з даними перепису населення 1925 року та станом на 17 травня 1939 року:
| Рік  | Доля населення за категоріями населених пунктів за кількістю жителів | Доля населення за категоріями населених пунктів за кількістю жителів | Доля населення за категоріями населених пунктів за кількістю жителів |
| Рік  | менше 2.000 мешканців                                                | 2.000 — 100.000 жителів                                              | більше 100.000 мешканців                                             |
| ---- | -------------------------------------------------------------------- | -------------------------------------------------------------------- | -------------------------------------------------------------------- |
| 1925 | 44,4%                                                                | 24,7%                                                                | 30,9%                                                                |
| 1939 | 40,9%                                                                | 23,9%                                                                | 35,2%                                                                |

Найбільшими містами провінції Гессен-Нассау були (за даними 1925): 
- Франкфурт-на-Майні (округ Вісбаден) - 467.520 чол.
- Кассель (округ Кассель) - 171.234 чол.
- Вісбаден (округ Вісбаден) - 102.737 чол.
- Ханау (округ Кассель) - 38.670 чол.
- Хехст (округ Вісбаден) - 31.534 чол.
- Фульда (округ Кассель) - 26.057 чол.

## Обер-президенти

Герб провінції Гессен-Нассау

Посаду обер-президента введено в Пруссії згідно з указом від 30 квітня 1815 року про поліпшення організації провінційного управління (нім. Verordnung wegen verbesserter Einrichtung der Provinzial-Behörden).
| Роки      | Обер-президент              | Партія |
| --------- | --------------------------- | ------ |
| 1867-1871 | Едуард фон Меллер           |        |
| 1872-1875 | Людвіг фон Боденшвінг       |        |
| 1876-1881 | Серпень фон Энде            |        |
| 1881-1892 | Бото цу Ейленбург           |        |
| 1892-1898 | Едуард фон Магдебург        |        |
| 1898-1903 | Роберт фон Цедлітц-Трюцшлер |        |
| 1903-1907 | Людвіг фон Міндхайм         |        |
| 1907-1917 | Вільгельм фон Хенгстенберг  |        |
| 1917-1919 | Серпень фон Тротт цу Зольц  |        |
| 1919-1930 | Рудольф Швандер             | НДП    |
| 1930-1932 | Аугуст Хаас                 | СДПН   |
| 1932-1933 | Ернст фон Хюльзен           |        |
| 1933-1943 | Філіп фон Гессен            | НСДАП  |
| 1943-1944 | Ернст Бекман                | НСДАП  |